# ناتالی هایندز
ناتالی هایندز (انگلیسی: Natalie Hinds؛ زادهٔ ۷ دسامبر ۱۹۹۳) شناگر اهل ایالات متحده آمریکا است.
وی در مسابقات کشوری و بین‌المللی در مجموع برندهٔ ۱ مدال برنز شده‌است.